# Crypsinus shensiensis
Crypsinus shensiensis là một loài thực vật có mạch trong họ Polypodiaceae. Loài này được (H. Christ) X. Cheng mô tả khoa học đầu tiên năm 2005.